# Central authentication service
Central authentication service (förkortat CAS) är en open source-mjukvara för single sign-on för webbapplikationer. Tillhandahåller en mekanism för applikationer att autentisera användare, och ger möjlighet till single sign-on mellan olika applikationer. Utvecklades ursprungligen av Yale, men är ett JA-SIG-project sedan december 2004.